# ريوتا ماتسوموتو
ريوتا ماتسوموتو (باليابانية: 松本 怜大) (21 نوفمبر 1990 في إروما في اليابان – )؛ هو لاعب كرة قدم ياباني سابق كان يلعب كمدافع.

## وصلات خارجية
- ريوتا ماتسوموتو على موقع رابطة كرة القدم اليابانية للمحترفين (اليابانية)
- ريوتا ماتسوموتو على موقع قاعدة بيانات كرة القدم.إي يو (الإنجليزية)
- ريوتا ماتسوموتو على موقع Soccerway.com (الإنجليزية)
- ريوتا ماتسوموتو على موقع عالم كرة القدم.نت (الإنجليزية)